# Исаак II Ангел
Исаак II Ангел (греч. Ισαάκιος Β’ Άγγελος; сентябрь 1156, Константинополь — 28 января 1204, Константинополь) — византийский император в 1185—1195 и 1203—1204 годах. Стал первым представителем из династии Ангелов, которая правила Византией на протяжении 19 лет.
Придя к власти на волне недовольства политикой Андроника I Комнина, он так и не смог сохранить империю в былых границах. Деспот Кипра Исаак Комнин разбил его флот, болгарские братья Асени организовали восстание, в ходе которого под боком Византии возникло Второе Болгарское царство, а сербский жупан Стефан Неманя провозгласил себя независимым правителем. Также страну сотрясали постоянные восстания и мятежи против нового басилевса.
Исаак успел прославиться своей жестокостью и тягой к роскоши, но в итоге был свергнут и ослеплён сторонниками собственного брата — Алексея. Лишь в 1203 году при помощи крестоносцев бывший правитель со своим сыном снова заняли отнятый престол, но ненадолго. Спустя несколько месяцев после их свержения Константинополь был захвачен и разграблен латинянами, а Византийская империя распалась на несколько независимых государств.

## Происхождение
Основателем рода Ангелов был адмирал Сицилии Константин Ангел, женившийся на младшей дочери Алексея I Комнина Феодоре. Отцом Исаака был малоазийский полководец Андроник Дука Ангел, матерью — Ефросинья Кастамонитисса. Таким образом, Исаак являлся представителем высшей провинциальной аристократии Византии, обладавшей при Комнинах реальной властью.

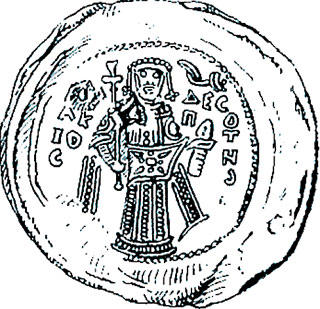
Печать Исаака II

## Смута (1180—1182)

### Столичная борьба

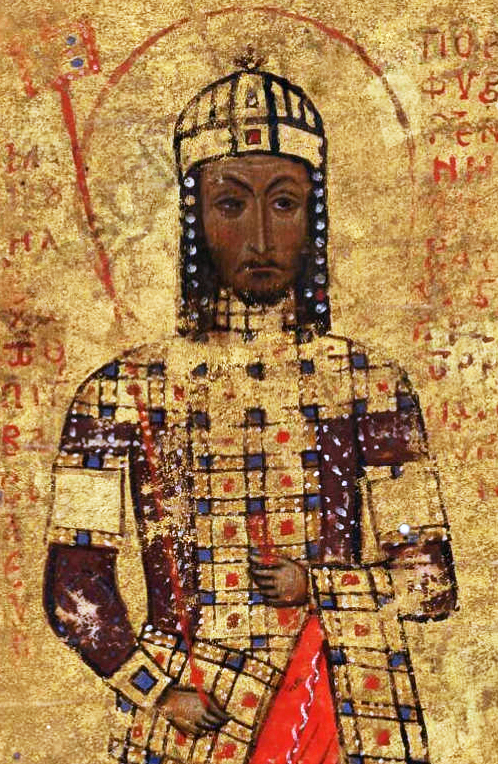
Миниатюра с изображением Мануила Комнина, чья смерть положила начало борьбе за власть

В марте 1180 года Мануил Комнин заболел, а 24 сентября умер. Наследником Мануила являлся его несовершеннолетний сын Алексей, который был больше занят охотой и играми со своими друзьями.
Всё это вылилось в противостояние двух партий: латинской и патриотической. Первую возглавляли вдова императора Мария Антиохийская и её любовник — протосеваст Алексей Комнин, приходившийся покойному племянником. Они ориентировались на Западную Европу, опираясь на довольно значительную латинскую общину в Константинополе. Участники второй группировки отрицательно относились к протосевасту и Марии, опасаясь за жизнь юного императора. В состав партии входили представители императорской семьи и знати, а также духовенство. Также их поддержал Андроник Комнин — двоюродный брат покойного императора, не раз пытавшийся отнять у него власть.
Весной 1182 года он выступил из Пафлагонии, куда его направил наместником Мануил. Комнин получил поддержку сельских жителей, стратиотов и провинциальной знати, которые считали его избавителем от засилья латинян. На его стороне выступили Никомедия, жители Тарса и Синопа. Протосеваста поддержала лишь Никея (там правил его брат Иоанн Дука), а также наместник Фракии Иоанн Комнин.
Против смутьяна были направлены императорские войска под командованием отца Исаака — Андроника Ангела, который потратил на себя деньги, выданные на содержание армии. В битве при Хараксе пафлагонцы разбили его войско, а он сам вместе с шестью сыновьями перешёл на сторону тёзки, приветствовавшего новых сторонников цитатой из Евангелия: «Се, Я посылаю Ангела Моего пред лицом Твоим, который приготовит путь Твой пред Тобою».
Протосеваст Алексей Комнин решил защищать столицу с помощью флота, находившегося под командованием великого дуки Андроника Контостефана, а также направил к Андронику с предложением мира Георгия Ксифилина. Однако посол поддержал мятежника, убедив его не соглашаться на подарки и увещевания. Константинопольская знать начала переходить на сторону пафлагонца, к ним присоединился и Контостефан.

### Латинский погром
Люди Андроника начали распространять среди жителей столицы слухи об измене Марии Антиохийской и протосеваста Византии в обмен на военную помощь латинян, решивших отдать им столицу. 2 мая 1181 года варяжская гвардия схватила протосеваста и спустя несколько дней отдала его Андронику, который ослепил соперника.
В столице начались нападения на итальянских купцов, священников и членов их семей, которых было в столице более 60 000. Одновременно плебс начал грабить дома иностранцев, не пожалев даже иоаннитскую богадельню. Воспользовавшись беспорядками, пафлагонцы начали вступать в Константинополь. В итоге было убито несколько десятков тысяч европейцев, а 4000 из них были проданы в рабство туркам.

## Андроник Комнин

### Регент и узурпатор

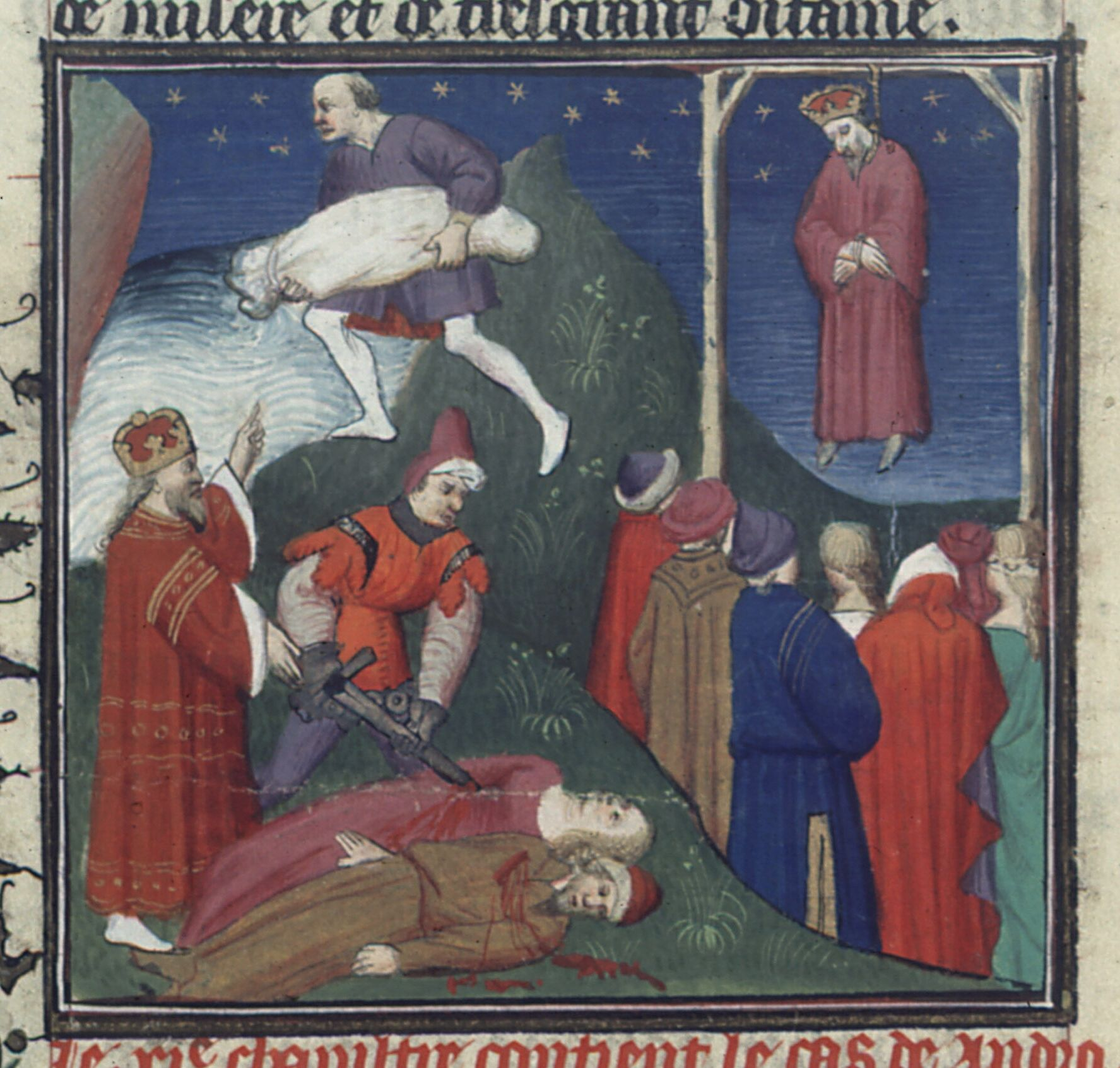
Приход Андроника Комнина к власти

Вступив в столицу, Андроник присягнул на верность в качестве регента малолетнему императору Алексею II, который вместе с матерью был отправлен в Манганский дворец в пригороде столицы Филопатионе. Андроник со своими слугами занял Влахернский дворец.
Регент быстро начал борьбу с представителями знати, от которых ожидал измены. Сначала были отравлены дочь Мануила Комнина — Мария Порфирородная — и её муж Рене Монферратский. Аристократы отправлялись в ссылку и ослеплялись, поощрялось доносительство на членов семей. Освобождённые должности доставались лишь сторонникам Андроника.
В конце 1182 года настала очередь Марии Антиохийской, ненавидевшей Андроника. Согласно распускаемым его людьми слухам, она подстрекала венгерского короля Белу III начать военные действия против империи. Бывшую императрицу заточили в монастырь святого Диомеда. Спустя несколько дней Андроник уговорил Алексея подписать смертный приговор, и мать юного правителя была задушена в присутствии Трипсиха.
В сентябре 1183 года Андроник был провозглашён соправителем в Михайловском дворце Константинополя, толпа была на его стороне. Спустя несколько дней на заседании Совета было решено избавиться от Алексея, сторонники регента упоминали стих Гомера: «Многовластие нехорошо, пусть правит один император». Трипсих и Дадибрин убили юного императора, задушив тетивой от лука. После этого Андроник женился на его вдове — одиннадцатилетней французской принцессе Анне.

### Мятежник

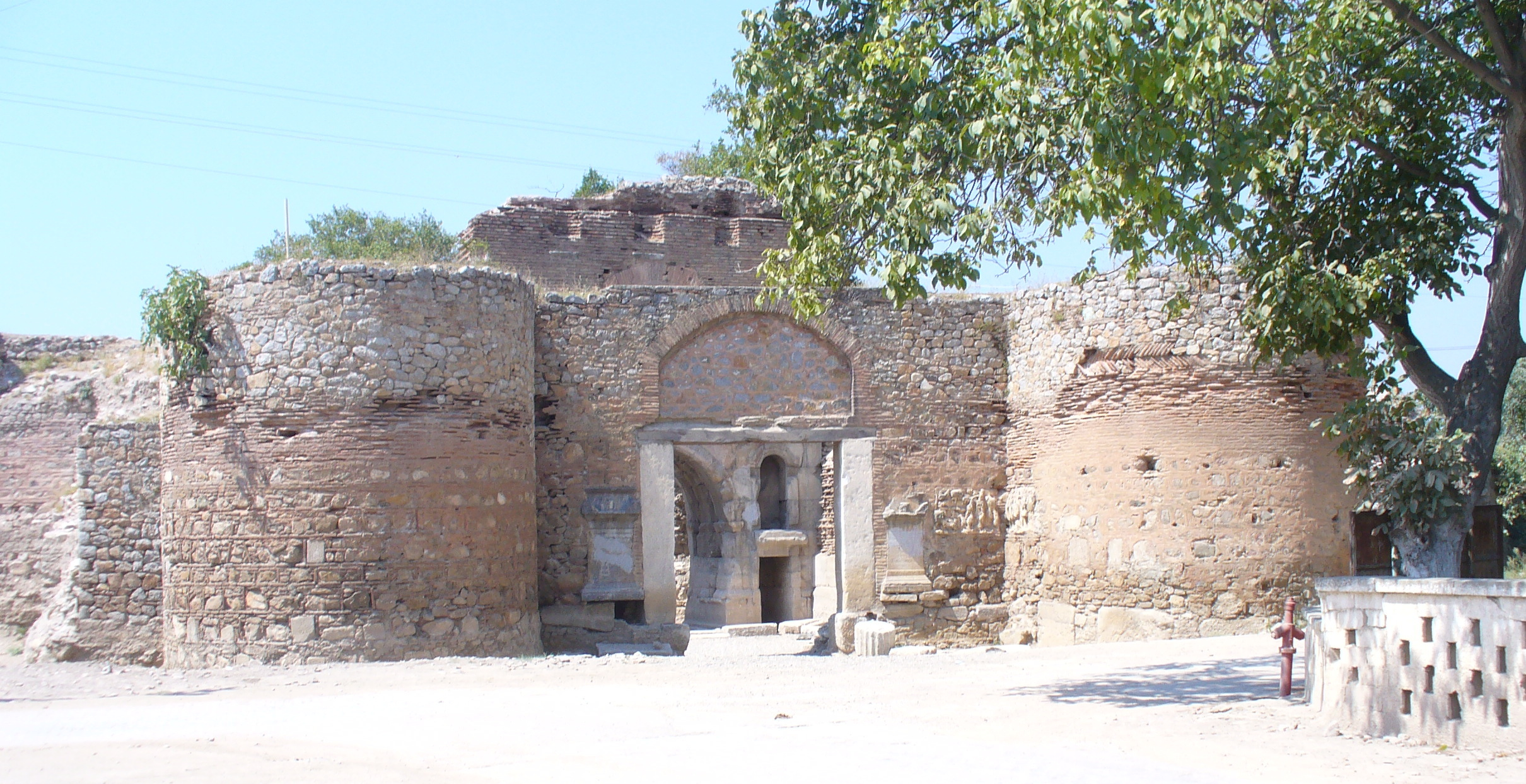
Западные ворота Никеи

Против Андроника практически сразу восстала Малая Азия: Прусса, Лопадион и Никея, в последней находились Исаак Ангел, Феодор Кантакузин и сельджукские воины. Из-за отсутствия осадных машин осада Никеи затянулась, и Андроник весьма оригинально решил ускорить её взятие: он приказал привязать к осадному тарану мать Исаака Ефросинью. Осаждённым удалось освободить её, Феодор сделал вылазку из города и чуть не убил императора, но был схвачен и казнён. После этого никейцы сдали город, и противники императора были подвергнуты жестокой расправе: аристократов и сановников сбросили с городских стен, а сельджуков посадили на кол. Исаак был пощажён Андроником, так как последний считал его неопасным для своей власти.

## Обретение власти

### Несостоявшийся арест
Андроник весьма опасался заговоров и осенью 1185 года решил воспользоваться услугами оракула Сефа (за своё ремесло тот был ослеплён по приказу Мануила). Пророк назвал только имя будущего правителя Византии — Исаак — и то, что власть будет им получена в день Воздвижения Креста Господня (14 сентября). Пророчество рассмешило Андроника: он посчитал своим соперником деспота Кипра Исаака Комнина, а за несколько дней тот не смог бы доплыть до столицы. Предположение о том, что Сеф указал на двоюродного брата базилевса — Исаака Ангела, было отвергнуто самим правителем.
Однако слуга Андроника Стефан Агиахристофорит решил подстраховаться и вечером 11 сентября решил арестовать Ангела. Вместе со своими людьми он отправился во дворец вельможи, однако Исаак в ответ на требование Агиахристофорита сдаться убил его мечом, а затем поскакал к церкви Святой Софии. Там он провёл ночь, а 12 сентября к нему присоединились родственники и горожане, уставшие от тирании Комнина. Народ предложил короновать Ангела, что и было сделано на месте при участии константинопольского патриарха.
После ознакомления с ситуацией Андроник собрал варяжскую гвардию и организовал оборону в Большом дворце. Император собственноручно участвовал в защите, стреляя из лука в восставший плебс, но сторонники Ангела численно превосходили оборонявшихся и в итоге сломали ворота. Из-за этого Андронику пришлось бежать из дворца, прихватив с собой молодую жену и любовницу Мараптику. Сев на корабль, он решил бежать к Чёрному морю, но в городе Хела из-за штиля был схвачен мятежниками. После этого бывшего правителя доставили в столичную башню Анем.

### Расправа над Комнином

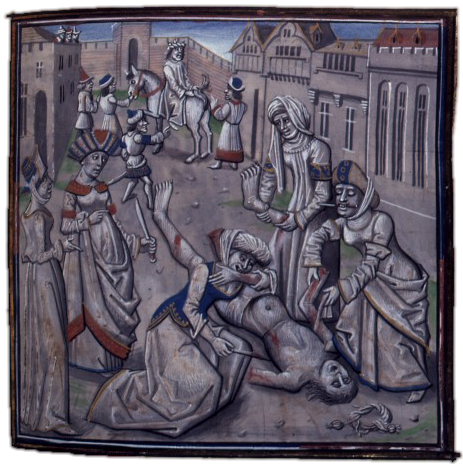
Миниатюра, изображающая унижение и убийство Андроника (из манускрипта Вильгельма Тирского Historia, Национальная библиотека Франции)

В это время Исаак Ангел уже обживал Большой дворец и за поддержку раздал простому народу 170 000 солидов, полученных благодаря реформам и экономии его предшественника. Затем плебс разграбил дворцовые храмы. Вскоре новый император переехал во Влахернский дворец, куда и повелел доставить к себе Андроника.
Узник прибыл закованным в двойные цепи и ножные кандалы, и Исаак осмеял его, назвав «первым из тяжеловесов». Гости правителя начали избивать Комнина, вырвали ему бороду, выбили зубы, а потом отрубили секирой правую руку. После этого его возвратили в Анем, где продержали несколько дней без пищи и воды.
Однако муки бывшего императора были не окончены. 12 сентября 1185 года его вытащили из тюрьмы и выкололи правый глаз. После этого его посадили на верблюда и отправили на городскую площадь. Там Андроника уже поджидала столичная чернь, которая начала осыпать его палочными ударами и бросала в него камнями, при этом понося его родителей.
Затем на ипподроме его привязали к поперечной балке и продолжили истязания. Сам Андроник стоически переносил пытки, лишь шепча «Господи помилуй» и «Для чего вы ещё ломаете сокрушённую трость?». Вскоре он умер, спустя несколько дней тело бывшего императора разрубили на куски и бросили в ипподромную яму. Лишь потом милосердные люди перенесли тело в ров у монастыря Эфор, находившегося вблизи Зиксиппского монастыря.

## Первые шаги

### Разгром норманнов
Воспользовавшись византийской нестабильностью, норманы организовали экспедицию, в ходе которой взяли Фессалоники. Андроник направил против интервентов сразу пять армий. Ими командовали: его сын — Иоанн, Феодор Хумн, Андроник Палеолог, евнух Никифор и Алексей Врана. Полководцы не решались вступать в бой с противником, засевшим в городе, а воины Хумна: «не вынесли и одного вида неприятельских шлемов, показали тыл и без оглядки бежали». Для защиты столицы с моря был выставлен флот из 100 кораблей, а стены Константинополя были укреплены.
Ангел немедленно объединил пять армий в одну, во главе которой поставил полководца Алексея Врану. С этого момента инициатива перешла к ромеям, которые разбили войска противника под Мосинополем и Амфиполем, а 7 ноября 1185 года нанесли им сокрушительное поражение у Димитрицы. Командиры норманнов — Ришар д’Ачерра и Балдуин — были пленены, а выжившие бежали в Фессалоники. Интервенты вскоре покинули и этот город, но многие из них были убиты восставшими горожанами. По итогам заключённого мира Византия лишалась островов Закинфа и Кефалиния.

### Нападение на Кипр
Во время правления Андроника его родственник Исаак Комнин захватил Кипр. Там он успел прославиться репрессиями среди местного населения, а также принял титул деспота, а потом — императора Кипра. Ангел собрал флот из 70 кораблей, доверив его двум навархам: Иоанну Контостефану и Алексею Комнину (незаконнорождённому сыну Мануила Комнина).
Флотилия достигла острова, но была разбита объединёнными силами кипрского правителя и норманнских пиратов. Командиры стали добычей последних и попали на Сицилию. Часть византийского войска вошла в состав армии Исаака, другая — подвергнута пыткам, оставшаяся — отправлена домой.
Но император Кипра недолго наслаждался свободой. Во время Третьего крестового похода к его владениям прибило судно с сестрой английского короля Ричарда Львиное Сердце, ставшей заложницей Комнина. Вскоре её брат высадился на Кипре, освободил сестру и пленил императора. Получив контроль над островом в мае 1191 года, Ричард продал его тамплиерам, но они не смогли полностью расплатиться с ним. Тогда король предложил актив Ги де Лузиньяну, до этого успевшему потерять Иерусалимское королевство. Тот смог собрать требуемую сумму, и Византия потеряла последние шансы на возвращение острова.

## Третий крестовый поход (1189—1190)

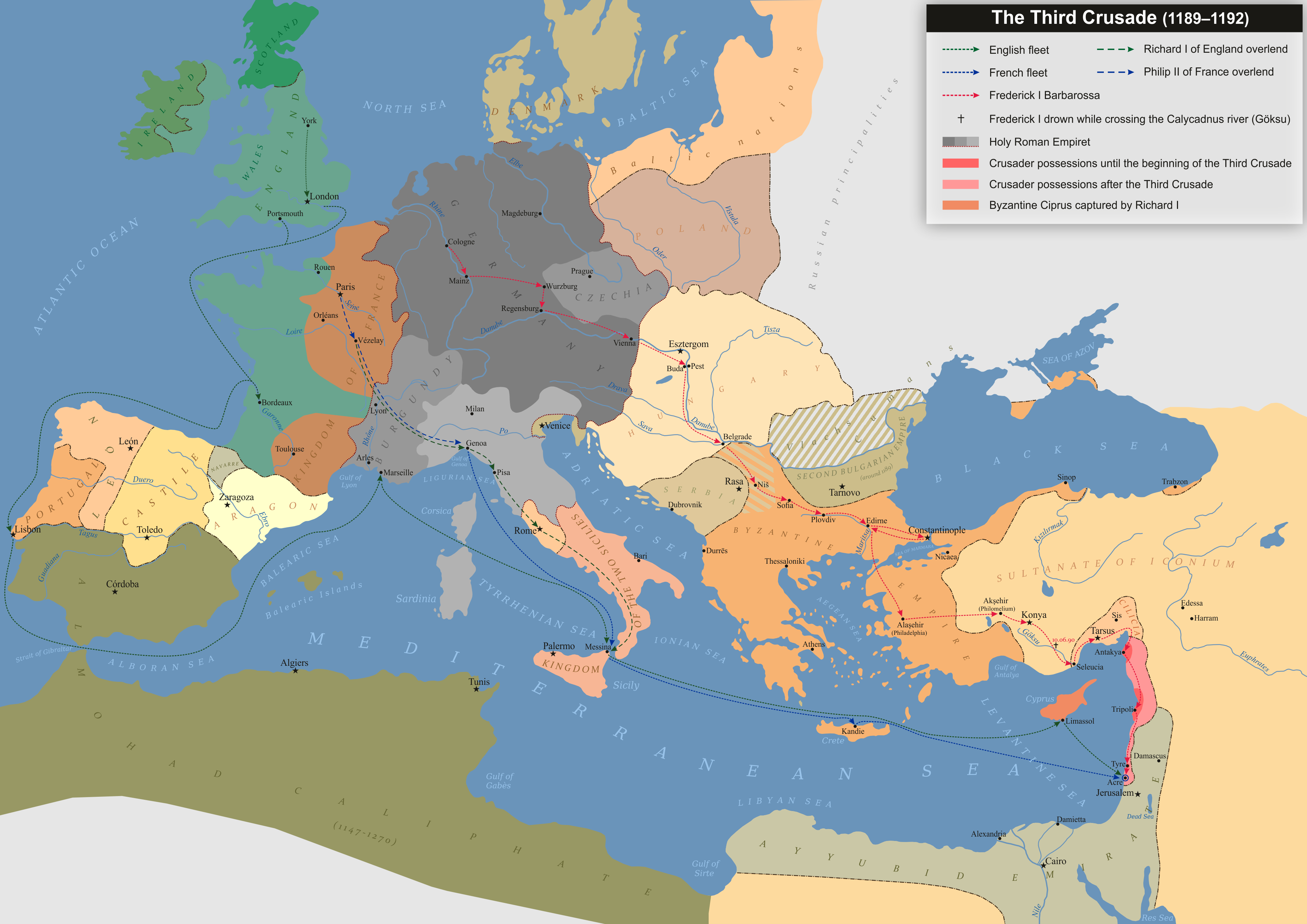
Маршрут третьего крестового похода.

В октябре 1187 года Иерусалим пал под натиском войск Саладина, известие об этом стало причиной смерти Папы Римского Урбана III. В Европе немедленно начали готовиться к новому крестовому походу. В итоге появились сразу три армии: король Англии Ричард Львиное Сердце и его французский коллега Филипп II Август отправились к Святой земле по морю, а Фридрих Барбаросса решил продвигаться через Восточную Европу и Малую Азию.
Для обеспечения похода в Нюрнберге было заключено соглашение с послами Ангела. По договору, ромеи обеспечивали проход немецких войск через свои владения, снабжали их провиантом и переправляли на азиатский полуостров. Однако басилевс настороженно относился к европейцам и в июне 1189 года заключил договор с Саладином.
25 июля войско крестоносцев прибыло в Ниш, подчинявшийся сербскому жупану Стефану Немане. Фридриха посетили послы болгар и сербов, предлагавшие союз против Византии и признание власти Священной Римской империи. В обмен братья Асени получали Болгарию, а Неманя, вдобавок к имеющейся Сербии, Далмацию. Но Фридрих не ответил на их посулы.
Исаак Ангел послал своих полководцев Константина Контакузина и Иоанна Дуку организовать встречу гостям из Европы, но они провалили задание: продовольствие не подвозилось, и немцы начали грабить местное население. Вскоре начались столкновения между отрядами ромеев и крестоносцев, осенью 1189 года Фридрих захватил Филиппополь, Верою и ряд других городов и в ноябре уже планировал штурмовать Константинополь.
Исаак заключил с императором мир в Адрианополе и весной 1190 года переправил крестоносцев через Дарданеллы. Войско Барбароссы смогло занять столицу Конийского султаната, но 9 июля 1190 года император утонул в киликийской реке. После этого армия разделилась на две части: первая по морю вернулась домой, а вторая достигла Акры.
Дальнейшие отношения с Византией у германских правителей было весьма непростые. Генрих VI, ставший к 1195 году королём Сицилии, потребовал от Исаака передачи земель от Диррахия до Фессалоник, возмещения понесённых Фридрихом убытков, а также помощь флотом в новом крестовом походе.

## Балканская политика

### Братья Асени. Возрождение Болгарского царства (1186—1195)

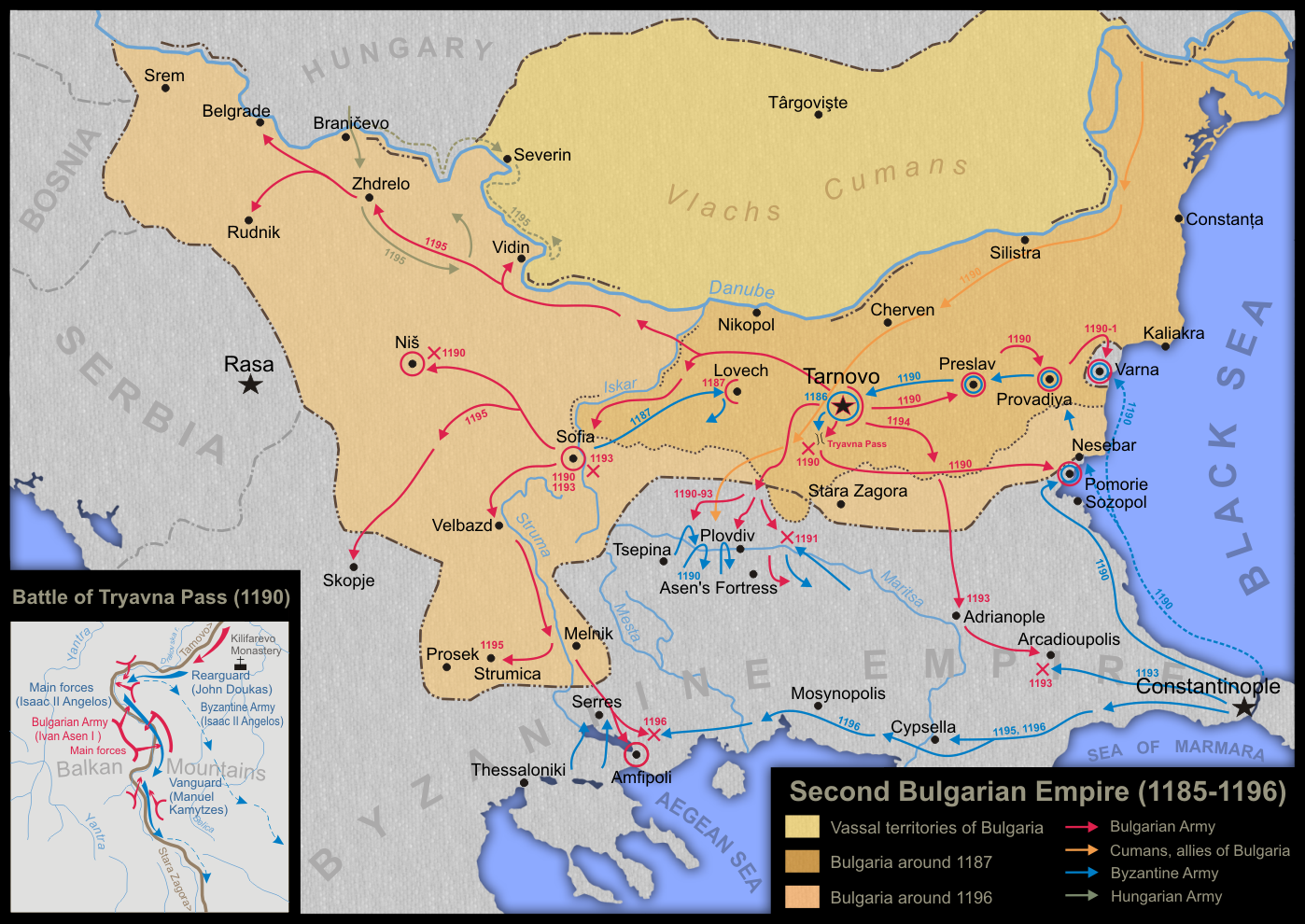
Второе Болгарское царство. Тёмно-жёлтым отмечена его территория в 1187 году, более светлым — в 1196 году

Болгария несколько веков была опасным соседом Византии. Только в 1018 году страна была окончательно покорена Василием II, но и потом на её территории не раз подымались бунты, успешно подавляемые ромеями. Новый виток народного движения начался в 1185 году.
Пётр и Иоанн (Асан) Асени прибыли к Исааку Ангелу в его резиденцию в Кипселах, где просили предоставить им пронию в деревне Эма. Новый император отказался выполнять их просьбу, и в начале 1186 года братья организовали восстание против византийского господства. Момент был весьма подходящим: лишь недавно закончилась война с норманнами, а фигура Исаака не пользовалась сильной поддержкой в стране.
Тогда они стали высказывать жалобы на то, что их будто бы презирают, и, напрасно настаивая на своей просьбе, промолвили в сторону горячие и резкие слова, намекавшие на отделение от римского государства и на то, что они в состоянии будут сделать, возвратившись домой. Особенно был дерзок и груб Асан, так что севастократор Иоанн приказал отколотить его по щекам за бесстыдство.
С началом восстания ромеи начали покидать Болгарию, к тому же бунтовщики использовали наступательную стратегию: не сумев захватить укреплённый город Преслав, они просто оставили его в тылу. Против них поочерёдно действовали три полководца. Севастократор Иоанн Дука (дядя Исаака II) вёл удачные оборонительные бои, но был отозван из-за подозрения в заговоре против племянника. Зять императора — слепой Иоанн Контакузин — не смог удержать болгар за Балканами, а Алексей Врана не вёл против них активных боевых действий.
Весной 1186 года Исаак Ангел возглавил войско против мятежных болгар. Асени заняли позиции в горах, но ночью ромеи смогли незаметно проникнуть в их лагерь. Пётр и Иван бежали к половцам, а довольный император возвратился домой, так и не восстановив полный контроль над провинцией.
Осенью византийцы снова отправились в Болгарию. Но теперь на стороне мятежников выступили кочевники, начавшие угрожать Адрианополю. Исаак прибыл туда во главе отряда из 2000 воинов и смог разбить мародёров у Лардеи. После этого он занялся организацией обороны Филиппополя, Адрианополя, Веррии и Агафополя, не решившись идти на братьев Асеней.
Зимой 1187 года половцы ушли на север, и весной ромеи решили продолжить наступление. Но на этот раз удача была не на стороне последних: простояв три месяца у крепости Ловеч, они повернули обратно. Судя по всему, с болгарами было заключено перемирие, в знак подтверждения которого византийцы получили ценных заложников — жену Иоанна и его младшего брата. Осенью 1187 года состоялась коронация Ивана, ставшего болгарским царём, которому подчинялась северо-восточная часть страны.
Весной 1190 года Исаак снова собрал войска в Болгарию. Но этот поход был весьма неудачен: достигнув города Эм, ему пришлось повернуть назад. Но на обратном пути войско попало в засаду в ущельях. Для спасения собственной жизни басилевс вместе со знатью с оружием в руках пробился через ряды собственной армии.
В том же году император назначил в Филиппополь своего двоюродного брата — великого дуку Константина, который начал предотвращать набеги болгар и их союзников на город. Параллельно он завоевал поддержку своего войска и полководцев и решил претендовать на императорский титул. Однако Константина предали собственные сторонники, и он был ослеплён. Эта новость вызвала радость в стане Асеней, «пожелавших фамилии Ангелов, владевших римскою державою, много лет царствовать и умоляли провидение, чтобы она, если можно, никогда не вымирала и не потеряла царской власти», так как больше византийцы не могли оказать им серьёзное сопротивление.

### Сербы

Сербия в 1184 году

Сербский жупан Стефан Неманя ещё при Мануиле пытался вести самостоятельную политику, его мечты о независимости осуществились только при Андронике. Получив поддержку от Венгрии, сербы заняли крепости Белград, Браничево и Ниш
Объединившись с братьями Асенями, жупан представлял серьёзную угрозу. Исаак Ангел в 1190 году направился к городу Скопье и на реке Морава одолел сербские войска. После этого был заключён мирный договор, по которому к Стефану отходили Белград, Равно, Ниш, Скопле, Призрен, Кроя и Алессио.

### Отношения с Венгрией
При Мануиле Комнине едва не состоялось объединение Византии и Венгрии, а король Бела III был его другом. Но из-за убийства Марии Антиохийской Андроником отношения между двумя государствами сильно ухудшились, и в результате началась война. С 1182 по 1184 годы угры возвратили себе Далмацию и часть Хорватии.
После восшествия на престол Исаака Ангела Бела возвратил ему захваченные сербские владения. В 1185 году император развёлся со своей первой женой, и его новой избранницей стала венгерская принцесса Маргрита. Таким образом, Венгрия стала союзником Византии, что было весьма важно из-за ситуации на Балканах.

## Подавитель мятежей

### Алексей Врана
Политика нового правителя позволила полководцу и фракийскому землевладельцу Алексею Вране стать во главе недовольных. Кроме простого люда, Исааком была недовольна вотчинная знать, так как у неё появились новые конкуренты — сановники, покупавшие себе новые титулы и звания. Военные чины также были недовольны политикой распределения проний.
Алексей начал запрашивать у правительства подкрепления. Собрав под своей властью практически все силы Византии на западе, он повернул к столице, по пути заняв Фракию.
Весной 1186 года стартовала осада Константинополя. Врану поддержали рыбаки столичного пригорода Пропонтида, напавшие на имперский флот. Только с большим трудом моряки смогли отбить атаку. После этого полководец Конрад Монферратский уговорил басилевса потратить деньги на приобретение поддержки отряда латинян (250 рыцарей и 500 пехотинцев), мусульманских купцов, а также городского плебса и знати.
Говорят, что когда Врана был поражён Конрадом и, с трепетом предвидя смерть, умолял его пощадить ему жизнь, Конрад отвечал, что ему бояться нечего, так как с ним ничего неприятного не сделают, кроме того только, что ему отрубят голову. Обещанная милость немедленно и была ему оказана.
В битве победило войско Исаака. Алексей Врана был убит, его простые сторонники бежали, а знатные — выпросили у Ангела прощение. Но эта милость не коснулась жителей Пропонтиды, на которых император натравил латинян и плебс. Против сторонников Враны применяли греческий огонь, и в итоге пригород был разгромлен. Только после этого Исаак простил мятежников столицы, но горожане направились мстить в латинские кварталы. Европейцы смогли отразить нападение, а придворные уговорили горожан прекратить беспорядки.

### Феодор Манкафа

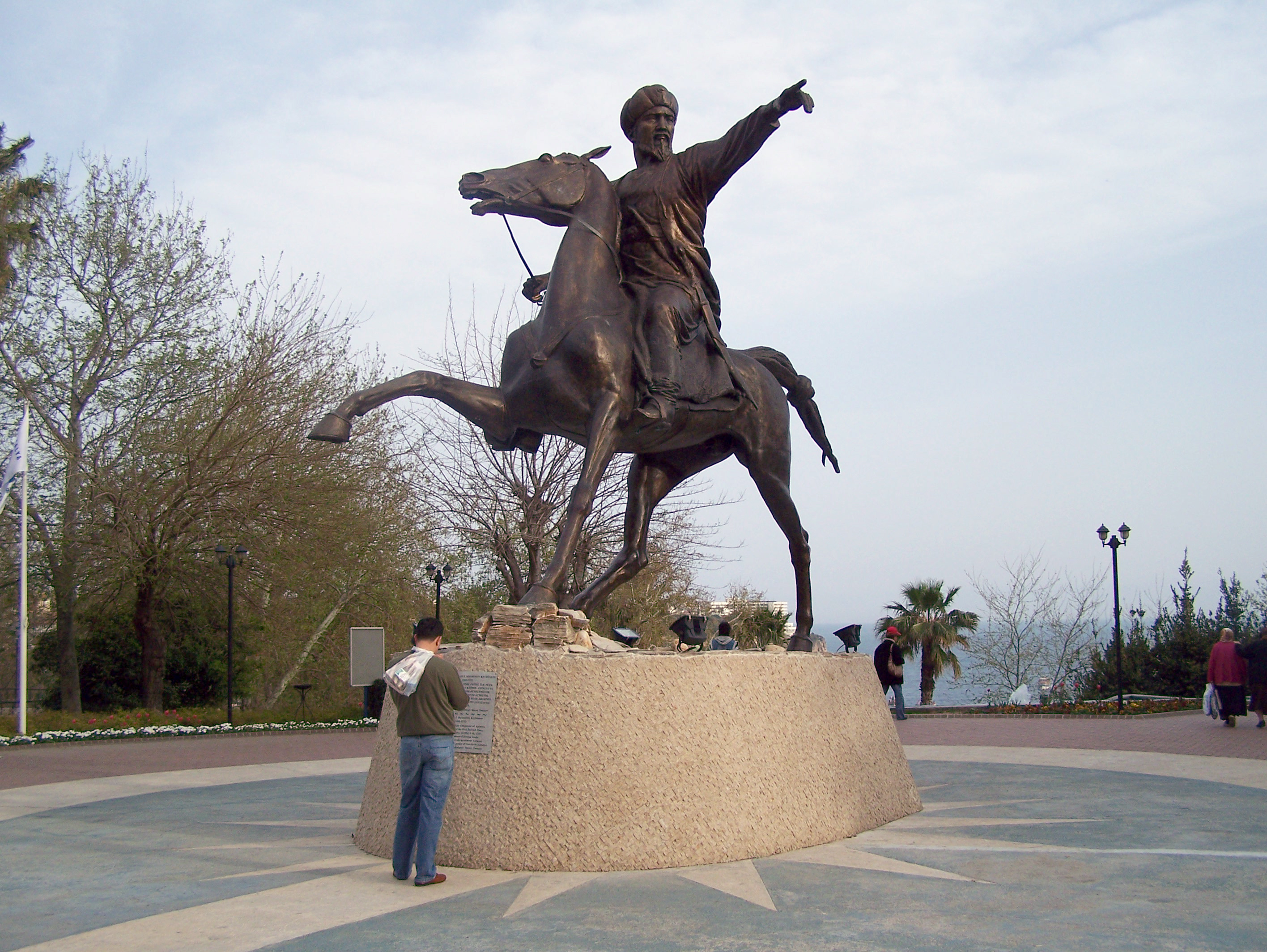
Кей-Хосров I, сперва оказавший помощь Манкафе, а потом сдавший его в руки Исаака

Весной 1186 года в Филадельфии начался бунт, вдохновителем которого выступил Феодор Манкафа. Заручившись поддержкой горожан, он начал чеканить собственную монету и повёл переговоры с соседними поселениями. Но император быстро обратил внимание на конкурента и вскоре захватил город.
Феодор бежал в Иконийский султанат, где шла серьёзная борьба за власть. Кей-Хосров I, объявивший себя наследником своего отца Кылыч-Арслана II, позволил ромею начать вербовку новых сторонников. После этого Манкафа начал нападать на восточную границу империи, грабя местное население. Ангел смог покончить с ним только подкупив султана. Тот выдал смутьяна с условием, чтобы тот «был казнён за своё возмущение ни смертью, ни отсечением или изуродованием какой-либо части тела». Басилевс сдержал своё слово и заключил смутьяна в темницу.

### Лже-Алексей

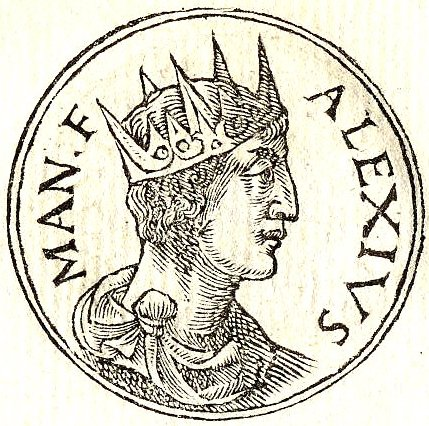
Алексей II Комнин, не дававший покоя самозванцам Византии (изображение из «Promptuarii Iconum Insigniorum»)

Фигура сына Мануила Комнина — Алексея, убитого ещё в 1182 году Андроником, снова стала популярной при Исааке. Это можно объяснить тем, что при Комнинах Византия смогла восстановить позиции на мировой арене, а также добиться внутренней стабильности.
Первый самозванец был родом из Константинополя. Позже он появился в долине Меандра, откуда переправился ко двору султана Кылыч-Арслана II. От государя ромей вместе с дарами получил специальную грамоту — мусурий — и с её помощью смог собрать 8-тысячное войско.
...на возвратном пути в Армалу Лже-Алексей остановился однажды в замке Писсе, пил здесь весьма много, и когда уснул от опьянения, то один священник собственным его мечом отрубил ему голову. Севастократор Алексей, вглядевшись пристально в представленную ему голову самозванца и похлыстав конским бичом её золотистые волосы, сказал: «Не без всякого же основания этому человеку сдавались города!»
После этого самозванец начал наступление в Меандре, где захватывал города и поджигал крестьянские гумна, за что получил прозвище Гумножёг. Фигура «Алексея» стала весьма популярной в народе, да и знать начинала признавать его права на столичный престол.
Брат Исаака Ангела — севастократор Алексей — решил избегать активных боевых действий, стремясь сохранить контроль над оставшимися владениями. Лишь случайная смерть бунтовщика на время окончила восстание, однако спустя несколько дней в Пафлагонии появился новый Алексей II. Его армию разбил конюший императора — Феодор Хумн, позже убивший «царевича».

## Внутренняя политика

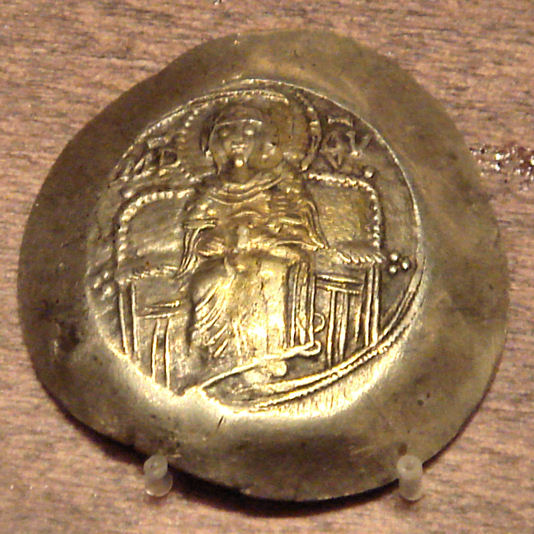
Монета из электрума Исаака Ангела, на которой Дева Мария держит у груди младенца Христа

Для начала Исаак освободил всех политических противников Комнина, которым было возвращено изъятое имущество, а также выплачены денежные компенсации. Также были отменены телесные наказания, что вызвало восторг у простого народа. Однако сыновья Андроника — Иоанн и Мануил — были схвачены и ослеплены, хотя последний выступал против отцовского террора.
Исаак сразу отменил все законы, принятые его предшественником. А к ним относились и весьма прогрессивные меры: отмена берегового права, улучшившая ситуацию в торговле, а также антикоррупционные меры. Этим Ангел получил поддержку знати и ненависть простого народа, а также упустил последнюю возможность адаптировать административную и экономическую систему Византии к реалиям XII века.
В 1187 году Ангел подтвердил привилегии купцов Венецианской республики, одновременно оформив договор об оборонительном и наступательном союзе. Кроме этого, в 1189 году он подписал соглашение о возмещении убытков гражданам «Светлейшей», причинённых Мануилом Комнином. По этому соглашению, Исаак обязывался выплачивать 2 кентария золота за год (общая сумма убытков составляла 14 кентинариев, Андроник отдал 1). Император покровительствовал и другим итальянским купцам: в 1192 году он подтвердил привилегии граждан Генуи и Пизы, позволив им посещать все земли своей державы, кроме портов хоры Росия и портов хоры Матраха.

### Религиозная политика
Исаак Ангел активно участвовал в деятельности православной церкви. За своё правление он успел сместить нескольких константинопольских патриархов, при этом в вопросе выбора преемников правитель искусно манипулировал клира и священослужителей. Басилевс считал себя главой земной церкви, а свою власть, как и церковную — божественной.
В 1186 году Исаак написал послание армянскому католикосу Иоанну IV. В документе император высказал предложение об объединении двух церквей, а также проанализировал существовавшие догматические расхождения, доказав правоту Константинопольского патриархата. Однако католикос заключил унию с римским папством.
10 сентября 1187 года был созван синод, на котором митрополит Кизика Иоанн указал на нарушения в процедуре избрания епископов. В итоге был признан факт неканоничности избрания некоторых архиереев, и в дальнейшем было решено производить их избрание всеми присутствующими в Константинополе епископами.
Также он использовал церковную посуду в качестве кубков и рукомойников, а из окладов делал цепи и украшения. На замечания он говорил о том, что: …царям всё позволительно делать, и между Богом и императором в управлении земными делами отнюдь нет такого несоединимого и несъютимого расстояния, как между утверждением и отрицанием.

## Свержение

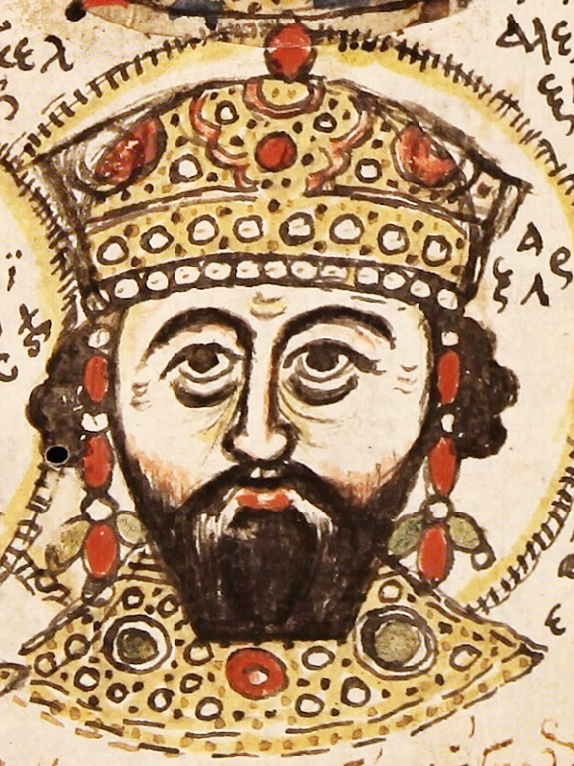
Алексей III Ангел (изображение из «Promptuarii Iconum Insigniorum»)

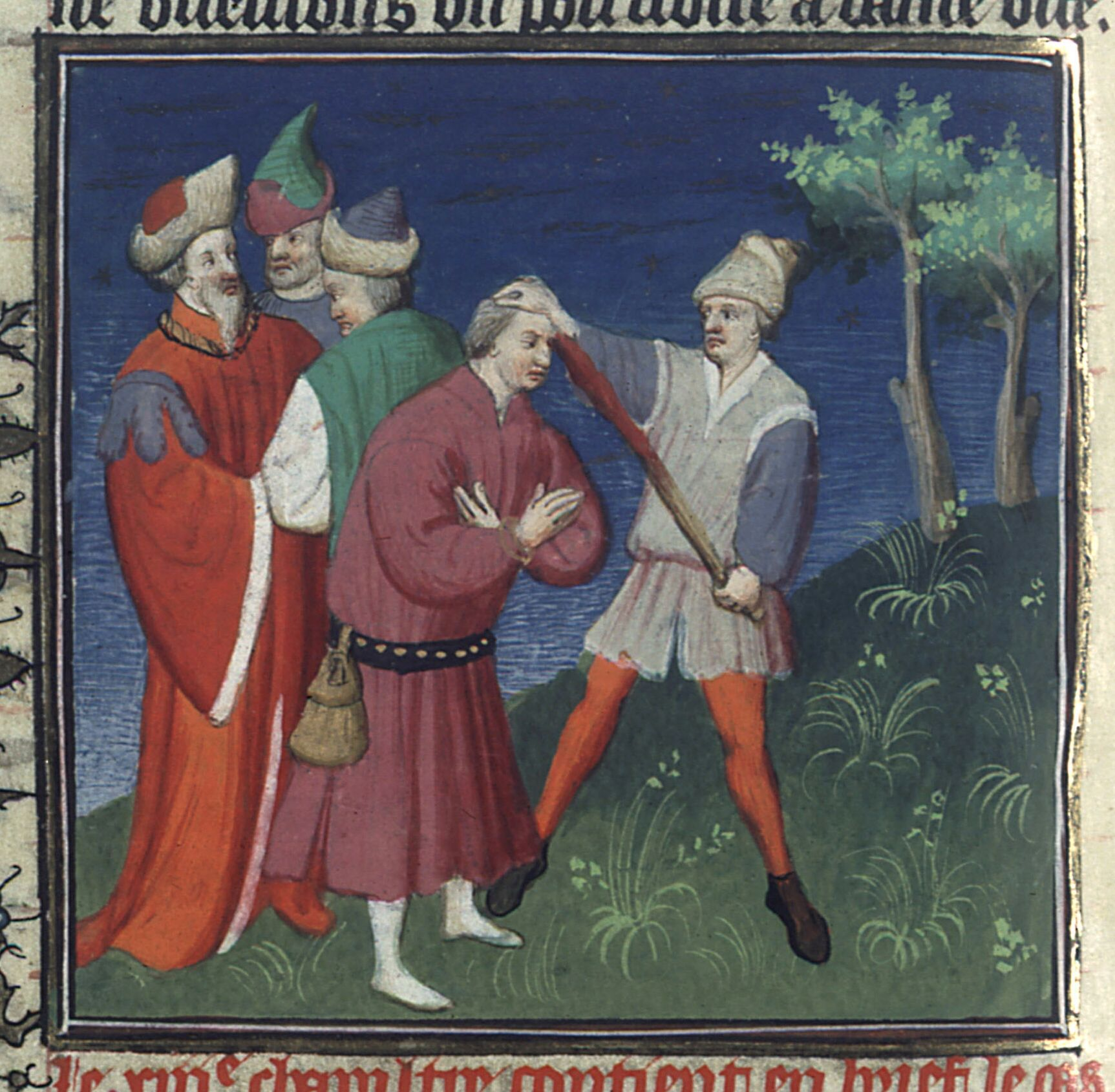
Исаака II Ангела ослепляют по приказу брата

В марте 1195 года Исаак во главе сильной армии отправился в поход против болгар, ранее успевших разбить его полководцев — Алексея Гида и Василия Ватаца. Он основательно подготовился к военным действиям: в походе участвовал венгерский вспомогательный отряд, также было взято золото для обеспечения потребностей войска. В городе Рожосто басилевс посетил местного юродивого Васильюшку, который при встрече с правителем «начал палкою, которую носил в руках, скоблить царский портрет, нарисованный красками на стене его молельной хижины, стараясь выцарапать ему глаза, и несколько раз покушался выхватить у императора шляпу и бросить её на пол». Окружение Исаака посчитало это плохой приметой, хотя он не воспринял прошедшее событие всерьёз.
Прибыв в Кипселы, басилевс решил дождаться отставших отрядов. Находясь 8 апреля на охоте, Исаак узнал о провозглашении знатью нового императора — его брата Алексея. За бывшим правителем были отправлены преследователи, настигшие его во Фракии. Ангела ослепили, после чего отправили в столичную тюрьму.

## Возвращение на престол
Ослепив своего младшего брата, Алексей III Ангел пощадил его сына. Племянник проживал в Константинополе, но в марте 1202 года бежал оттуда с помощью воспитателя. Покинув родину, Ангел отправился в Германию, чей правитель Филипп Швабский был женат на его сестре Ангелине. Посетив немецкий и папский дворы, царевич смог найти поддержку только у участников Четвёртого крестового похода.
В то время как юноша находился там, все знатные бароны и дож Венеции также собрались в палатке маркиза; и они судили и рядили о том о сём и в конце концов спросили у юноши, что он сделает для них, если они поставят его императором и возложат на него в Константинополе корону; и он ответил им, что сделает всё, чего бы они ни пожелали.
Согласно договору, крестоносцы наняли у торговой республики транспорт на 4500 рыцарей, 9000 оруженосцев и 20 000 пехотинцев, но в итоге набралась только треть от названного количества. Имея существенный долг перед Венецией, воинам Христа по её указке пришлось разграбить город Задар, из-за чего они были отлучены от церкви.
В этот момент их и настиг Алексей, который попросил восстановить его вместе с отцом на византийском престоле. В обмен Ангел обещал выплатить 200 000 марок, помочь флотом и отрядом в 10 000 воинов в завоевании Египта и содержать 500 солдат в Святой Земле, а также подчинить византийскую церковь Святому Престолу. Это предложение понравилось как крестоносцам, так и венецианцам, и европейский флот отправился к Константинополю.
В конце июня 1203 года европейцы прибыли к столице Византии. Алексей III не собирался уступать свой престол и, собрав 70 000 воинов, решил отсидеться за городскими стенами. Европейцы смогли захватить Галатскую башню и разломать цепь, закрывавшую проход в бухту Золотой Рог. В июле гарнизон совершил удачную вылазку, но басилевс не воспользовался её итогами.
Вызвав своими действиями волну народного недовольства, 18 июля Алексей III бежал из столицы в Адрианополь, забрав с собой 10 кентинариев золота и дочь.

## Свержение Ангелов. Смерть

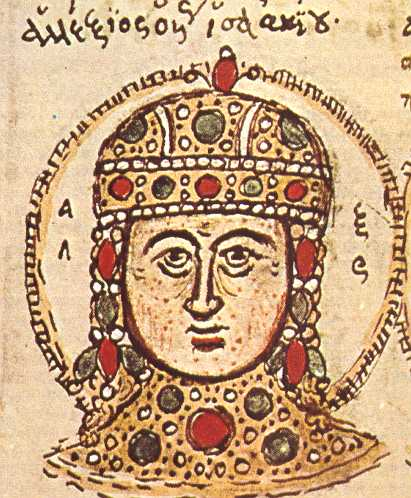
Алексей IV Ангел («История» Иоанна Зонары, библиотека Моденского университета)

19 июля 1203 года Исаак был освобождён горожанами из темницы и переведён во дворец, и 1 августа Алексей и его отец были провозглашены соправителями. Но отношения с европейцами начали быстро ухудшаться. В августе 1203 года крестоносцы отправились грабить мусульманский квартал, из-за этого начались стычки с городскими дружинниками. В итоге разгорелся пожар, за два дня нанёсший серьёзный урон ремесленным кварталам, ипподрому и Большому дворцу.
К осени правительству удалось собрать 100 000 марок. Это было сделано за счёт конфискации имущества сторонников Алексея III, переплавки украшений и изъятия церковной утвари. Деньги не удовлетворили европейцев, и был подписан договор, по которому они оставались ещё на год, дожидаясь выплаты всей суммы.
Но к этому времени знать и простой народ ненавидели Ангелов из-за присутствия крестоносцев. 25 января 1204 года в соборе Святой Софии оба соправителя были низложены, а новым государем стал Алексей Дука Мурзуфл. Узнав об этом, Алексей IV приготовился ввести войска латинян в свой дворец, но был пленён и убит новым императором. Исаак умер в конце января, не выдержав известия о гибели сына.

## Личность
Но то ли еще толковал царь! Он говорил, что оснуёт всемирную монархию, выжмет сок из всех народов, сам пойдёт в Палестину, освободит её и приобретёт славу ливанову, а измаильтян оттеснит за реку Евфрат, возьмёт в плен и вообще разгонит всех язычников.
Исаак Ангел являлся весьма посредственным человеком, лишённым военных и управленческих талантов, и из-за этого его правление никоим образом не улучшило положение Византии. Обладатель непростого характера, Ангел мог весьма жёстко обойтись со своими политическими противниками. В то же время император прославился своим меценатством, при нём открывались новые больницы и гостиницы, происходило активное строительство в столице.
Исаак не был обременён наличием морали и ради собственных целей был готов пойти на любые поступки. В отличие от Андроника, он не желал бороться со взяточничеством и коррупцией, за счёт которых двор нового басилевса жил в расточительной роскоши.

## Семья
Кем была супруга Исаака, неизвестно, но её имя — Ирина — было указано в некрологе Шпайерского собора, где была похоронена их дочь Ирина. Существует версия, что жена Ангела — представительница рода Палеологов или иностранка. Их третий ребёнок родился в 1182 или 1183 годах и умер к 1185 году, когда Исаак развёлся.
Дети:
- Ирина Ангелина — в 1193 году вышла замуж за Рожера V Сицилийского, но спустя 2 месяца после свадьбы он умер. С 1197 года  — супруга императора Священной Римской Империи Филиппа Швабского;
- Алексей IV Ангел — соправитель Исаака в 1203—1204 годах.
- Евфросинья-Анна

От второй жены — Маргриты Венгерской (принявшей в православии имя Мария) — Исаак имел двух сыновей:
- Иоанн Ангел (1193—1259). Бежал на родину матери, где в качестве вассала короля Венгрии Белы IV правил Сремом и Бачем (1227—42);
- Мануил Ангел (род. после 1195 — ум. 1212).

## Исаак II Ангел в литературе
- Александр Говоров. «Византийская тьма»